# Bahnstrecke Essen-Werden–Essen
| Nordportal des Stadtwaldtunnels in Essen-Stadtwald |                                   |                                                  |                                                  |
| |                                   |                                                  |                                                  |
| Streckennummer (DB): | 2161                              |                                                  |                                                  |
| Kursbuchstrecke (DB): | 450.6; 231 (1944)                 |                                                  |                                                  |
| Kursbuchstrecke: | 231 (1946)                        |                                                  |                                                  |
| Streckenlänge: | 8,8 km                            |                                                  |                                                  |
| Spurweite: | 1435 mm (Normalspur)              |                                                  |                                                  |
| Stromsystem: | 15 kV 16,7 Hz ~                   |                                                  |                                                  |
| Streckengeschwindigkeit: | 100 km/h                          |                                                  |                                                  |
| Zweigleisigkeit: | durchgehend außer Stadtwaldtunnel |                                                  |                                                  |
| |                                   |                                                  |                                                  |
| \| \| \| Strecke von Essen West \| \| \| \| 8,8 \| Essen Hbf \| Essen Hbf \| \| \| \| Strecke von/nach Essen-Kray Süd und Essen-Steele \| \| \| \| 7,1 \| Essen Süd \| Essen Süd \| \| \| \| ehem. Strecke Mülheim-Heißen–Altendorf (Ruhr) \| \| \| \| 5,1 \| Essen-Stadtwald bis 1910: Rellinghausen-West \| Essen-Stadtwald bis 1910: Rellinghausen-West \| \| \| 4,7 \| Stadtwaldtunnel (247 m, eingleisig) \| Stadtwaldtunnel (247 m, eingleisig) \| \| \| 2,7 \| Essen-Hügel \| Essen-Hügel \| \| \| \| ehem. Ruhrtalbahn von Kupferdreh \| \| \| \| 0,9 \| Abzw. Baldeney \| Abzw. Baldeney \| \| \| 0,2 \| Essen-Werden \| Essen-Werden \| \| \| 0,0 \| Essen-Werden (alter Bahnhof) \| Essen-Werden (alter Bahnhof) \| \| \| \| Ruhrtalbahn nach Düsseldorf \| \| |                                   |                                                  |                                                  |
| Strecke |                                   | Strecke von Essen West                           | Strecke von Essen West                           |
| S-Bahnhof | 8,8                               | Essen Hbf                                        | Essen Hbf                                        |
| Abzweig geradeaus, nach links und von links |                                   | Strecke von/nach Essen-Kray Süd und Essen-Steele | Strecke von/nach Essen-Kray Süd und Essen-Steele |
| S-Bahn-Halt | 7,1                               | Essen Süd                                        | Essen Süd                                        |
| Kreuzung geradeaus oben (Querstrecke außer Betrieb) |                                   | ehem. Strecke Mülheim-Heißen–Altendorf (Ruhr)    | ehem. Strecke Mülheim-Heißen–Altendorf (Ruhr)    |
| S-Bahnhof | 5,1                               | Essen-Stadtwald bis 1910: Rellinghausen-West     | Essen-Stadtwald bis 1910: Rellinghausen-West     |
| Tunnel | 4,7                               | Stadtwaldtunnel (247 m, eingleisig)              | Stadtwaldtunnel (247 m, eingleisig)              |
| S-Bahn-Halt | 2,7                               | Essen-Hügel                                      | Essen-Hügel                                      |
| Abzweig geradeaus und ehemals von links |                                   | ehem. Ruhrtalbahn von Kupferdreh                 | ehem. Ruhrtalbahn von Kupferdreh                 |
| ehemalige Blockstelle | 0,9                               | Abzw. Baldeney                                   | Abzw. Baldeney                                   |
| S-Bahnhof | 0,2                               | Essen-Werden                                     | Essen-Werden                                     |
| ehemaliger Bahnhof | 0,0                               | Essen-Werden (alter Bahnhof)                     | Essen-Werden (alter Bahnhof)                     |
| Strecke |                                   | Ruhrtalbahn nach Düsseldorf                      | Ruhrtalbahn nach Düsseldorf                      |

Die Bahnstrecke Essen-Werden–Essen ist eine elektrifizierte und bis auf den Stadtwald-Tunnel zweigleisige Hauptbahn innerhalb des Stadtgebiets von Essen. Sie verbindet den Bahnhof Essen-Werden mit dem Essener Hauptbahnhof.

## Geschichte
Die Verbindung wurde 1877 und damit nach den Bahnstrecken entlang der Ruhr von der Bergisch-Märkischen Eisenbahn-Gesellschaft als Verbindungsbahn von der Ruhrtalbahn zum Essener Hauptbahnhof erbaut. Die starke Steigung zwischen Essen-Werden und Essen-Stadtwald stellt seit jeher eine hohe Anforderung an die eingesetzten Fahrzeuge. Der Haltepunkt Essen-Hügel liegt inmitten der Gefällestrecke. Er wurde auf Betreiben der Familie Krupp 1890 direkt an der Villa Hügel errichtet.
Die östliche Verbindungskurve zur Bahnstrecke Witten/Dortmund–Oberhausen/Duisburg (Kaiserkurve) wurde nie im planmäßigen Personenverkehr befahren. Den volkstümlichen Namen hat die Kurve von ihrem angeblichen Zweck, dem Deutschen Kaiser die Fahrt zur Villa Hügel ohne Richtungswechsel in Essen Hbf zu ermöglichen.
Das Kursbuch von 1944 verzeichnete auf der Verbindung werktags 51 Zugpaare und weitere Verstärker zwischen Essen Hbf und Essen-Stadtwald. Seit 26. Mai 1974 wird von der Linie S6 der S-Bahn Rhein-Ruhr befahren, nachdem ab dem 26. Mai 1968 ein S-Bahn-Vorläuferverkehr eingeführt worden war.
Die Deutsche Bahn ließ die Strecke zwischen dem 7. Juli und dem 19. August 2012 sanieren. Die Personenhalte Essen Süd, Essen-Stadtwald und Essen-Werden wurden im Rahmen dieser Arbeiten barrierefrei umgebaut und einheitlich mit 96 Zentimeter hohen Bahnsteigen ausgestattet.
Aufgrund eines Bergschadens an einer Stützwand nördlich des Bahndamms zwischen Essen-Stadtwald und Essen-Hügel war die Strecke seit dem 18. Oktober 2017 gesperrt und die Züge der S6 aus Richtung Düsseldorf endeten bereits im Bahnhof Kettwig. Zunächst ging man von einer Sperrung für wenige Tage oder sogar Stunden, danach von wenigen Wochen aus. Nachdem 40 Erkundungsbohrungen durchgeführt wurden, gab die Deutsche Bahn Altbergbau als Ursache für den Schaden an. Die entdeckten Hohlräume wurden verfüllt. Die Arbeiten und die Streckensperrung dauerten bis 29. April 2018 an. In dieser Zeit fuhren Busse als Schienenersatzverkehr zwischen Kettwig und Essen Hauptbahnhof. Am 8. März gab die Deutsche Bahn als Betreiberin der Strecke bekannt, dass eine Wiederinbetriebnahme im April 2018 realistisch sei. Laut örtlicher Essener Presse erfolgt dies am 30. April 2018.